# イユダニヌプリ山
イユダニヌプリ山（イユダニヌプリやま）は、北海道の網走郡津別町と足寄郡陸別町と足寄郡足寄町の3町にまたがる標高902mの山である。

## 概要
阿寒湖の西側に少し離れた所にある山で、鮮新世に形成された安山岩質の成層火山と考えられている。山頂から南東方向に700m程離れた伊由谷岳に二等三角点「伊由谷岳」が設置されている。伊由谷岳には反射板も設置されている。
山名はアイヌ語の「iutani-nupuri（杵・山）」が由来であり、細長い山容から竪て杵を横に置いた姿に見立てて名付けられたと考えられている。北東側の山麓を網走川支流のユウ谷の沢川が流れているがかつては「イユダニペッ」と呼ばれていた。アイヌによって名付けられた山名は山麓を流れる川の名前によるものが多いが、イユダニヌプリ山では山名から川の名前がついた。伊由谷岳の読み方は「いゆだにだけ」であり、イユダニヌプリ山を漢字表記にした三角点名がある山がそのまま山名となった。

## 登山
津別町相生から相生支流林道を進んで酉の沢林道へ入り登山口へ向かう。酉の沢林道終点までは車で通行可能である。林道終点からはイユダニヌプリ山を直登した後稜線を歩き伊由谷岳へ行き林道終点へ下る周回ルートを取る人が多い。林道の起点が同じ相生にあることから中には木禽岳・阿幌岳にも登る人もいる。